# Jan Železný
Jan Železný (fil) ([ˈjan ʒɛˈlɛzniː]), född 16 juni 1966 i Mladá Boleslav, är en tjeckisk före detta friidrottare som tävlade professionellt i spjutkastning åren 1986-2006. År 2024 innehar Železný fortfarande världsrekordet (sitt fjärde) på 98,48 meter kastat den 25 maj 1996 på en tävling i Jena, Tyskland.

## Karriär
Železnýs genombrott kom 1987 då han dels slog det gällande världsrekordet i spjutkastning då han kastade 87,66 m och dels blev bronsmedaljör vid VM i Rom med ett kast på 82,20 m. Han deltog vid Olympiska sommarspelen 1988 i Seoul och blev där silvermedaljör efter Finlands Tapio Korjus. 
År 1990 slog han för andra gången världsrekordet när han kastade 89,66 m och slog därmed Steve Backleys tolv dagar gamla världsrekord. Emellertid blev han av med världsrekordet bara sex dagar senare till Backley. 1991 deltog han vid VM i Tokyo men blev där utslagen i kvalet. Under 1992 deltog Železný vid Olympiska sommarspelen i Barcelona där han vann sitt första olympiska guld med ett kast på 89,66 m. Året efter, 1993, slog han världsrekordet två gånger när han först kastade 95,54 m och sedan 95,66 m vid samma tävling. Samma år deltog han även vid VM i Stuttgart där han blev världsmästare med ett kast på 85,98 m. 
År 1994 deltog han vid EM i Helsingfors och blev där bara bronsmedaljör, slagen av både Backley och Seppo Räty. Året efter vid VM i Göteborg försvarade han sitt guld när han kastade 89,58 m. Železnýs tredje olympiska start kom vid Olympiska sommarspelen 1996 i Atlanta och med ett kast på 88,16 m försvarade han sitt guld. Samma år noterade han även det nu gällande världsrekordet på 98,48 m. VM 1997 blev en missräkning och hans kast på 82,04 m räckte bara till en niondeplats.
Under säsongen 1998 var han skadad och var tillbaka till VM 1999 i Sevilla där han blev bronsmedaljör efter Finlands Aki Parviainen och Greklands Konstadinos Gatsioudis. Nästa mästerskapsstart blev Olympiska sommarspelen 2000 i Sydney där han för tredje gången i rad blev mästare, denna gång med ett kast på 90,17 m. Vid VM 2001 i Edmonton var Železný pressad av Parviainen som kastat 91,31 m men tjecken kastade 92,80 m och blev för tredje gången världsmästare. Vid EM 2002 i München tog han sig vidare till finalen men väl där avbröt han tävlingen utan att kastat ett kast och slutade sist. 
Železný deltog även vid VM 2003 i Paris där han slutade fyra och vid Olympiska sommarspelen 2004 i Aten där han slutade på nionde plats. Hans sista mästerskap blev EM 2006 i Göteborg där han som 40-åring blev bronsmedaljör med ett kast på 85,92 m. Železný vann alltså aldrig något EM-guld, men däremot tre VM-guld och tre OS-guld.
Han var tränare för bland annat Vítězslav Veselý från 2006 och världsmästaren (2007) Tero Pitkämäki sedan 2012. Sedan mitten av 2010-talet tränas spjutkastaren Andrea Drapalova, numer Železná, av Železný. År 2019 gifte de sig.

## Övrigt
Zelezný är den som kastat flest kast över 90 m av alla spjutkastare. Zelezny satte under EM i Göteborg 2006 ett inofficiellt världsrekord för 40-åringar (85,92 m).
Železný valdes 1999 in i IOK och arbetar som tränare.
Asteroiden 9224 Železný är uppkallad efter honom.